# Stenopogon avus
Stenopogon avus là một loài ruồi trong họ Asilidae. Stenopogon avus được Loew miêu tả năm 1874. Loài này phân bố ở vùng Cổ Bắc giới.